# 于世文
于世文（1925年1月—2003年3月7日），原名于学文，北京人，京剧演员。

## 生平
10岁进富连成社学艺，出科后拜师高庆奎。1950年，搭程砚秋京剧团，演出过《武家坡》《汾河湾》等戏。1979年起任北京戏曲学校副校长兼实习团团长，曾拜李世可、钱宝森为师深造，对余派老生艺术和钱派身段把子颇有研究，尤其对钱派身段谱解释有独到见解，曾与程砚秋、尚小云等大师同台演。程砚秋逝世后，协助赵荣琛、王吟秋等人组成北京青年京剧团。
2003年在友谊医院病逝。